# Старе Роґово
Старе Роґово (пол. Stare Rogowo) — село в Польщі, у гміні Старий Люботинь Островського повіту Мазовецького воєводства.
Населення — 36 осіб (2011).
У 1975-1998 роках село належало до Остроленцького воєводства.

## Демографія
Демографічна структура станом на 31 березня 2011 року:
|          | Загалом | Допрацездатний вік | Працездатний вік | Постпрацездатний вік |
| -------- | ------- | ------------------ | ---------------- | -------------------- |
| Чоловіки | 16      | 4                  | 11               | 1                    |
| Жінки    | 20      | 3                  | 12               | 5                    |
| Разом    | 36      | 7                  | 23               | 6                    |